# حاوية الملابس المهملة

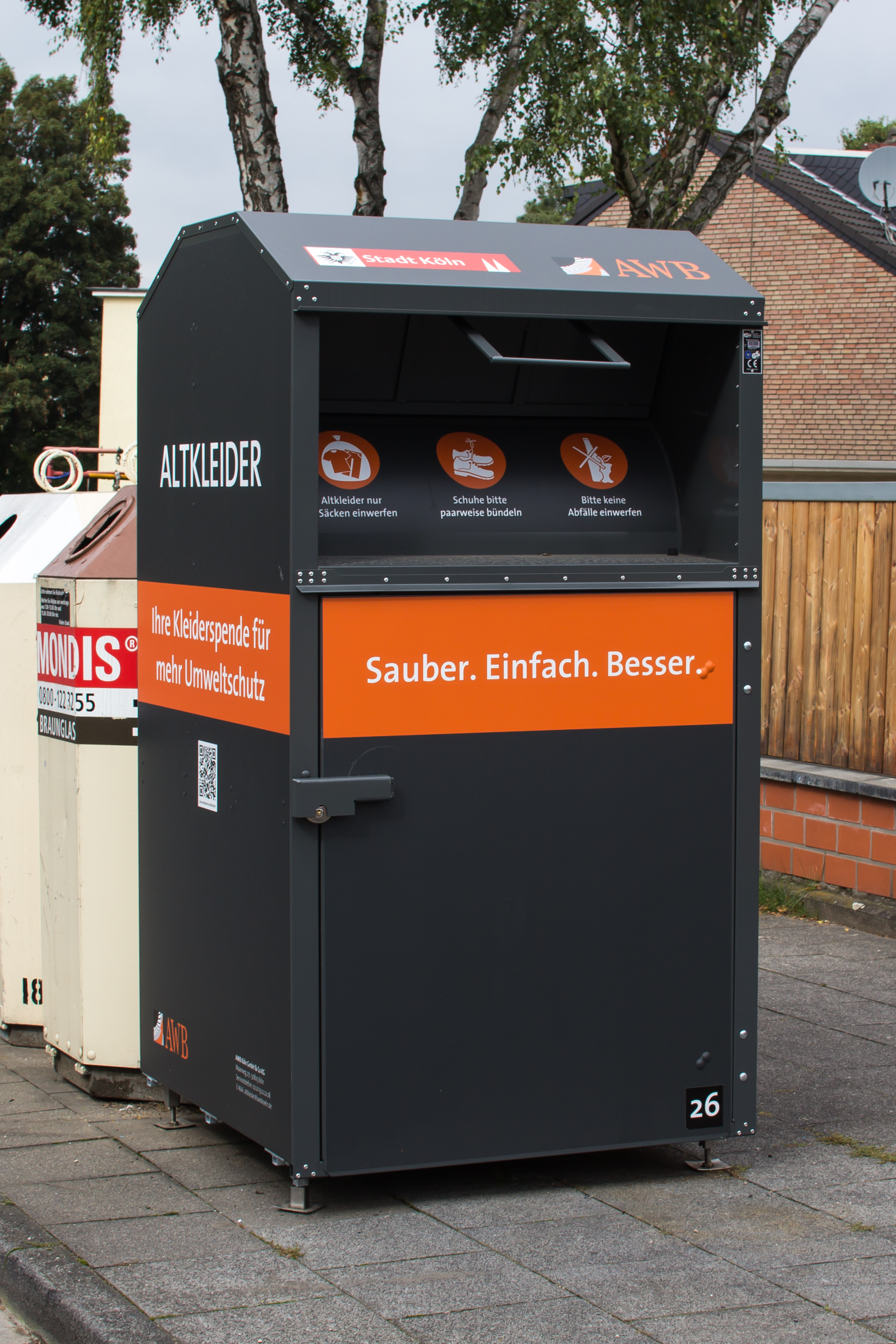
مثال حاوية الملابس المهملة

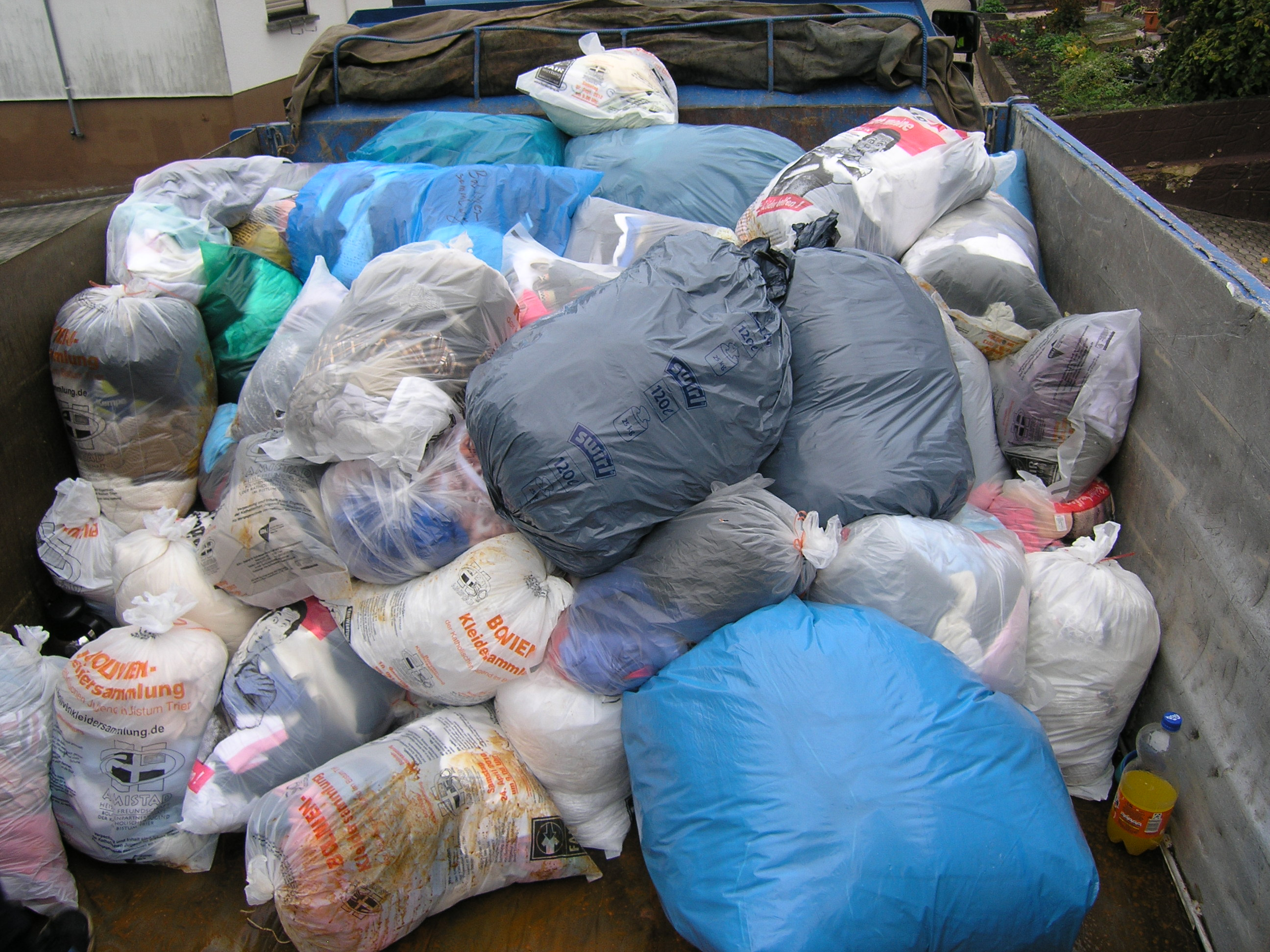
محتويات احدى الحاويات للملابس المهملة

حاوية الملابس المهملة هي وسيلة مخصصة لجمع الملابس، الأحذية، والمنسوجات التي يتخلى عنها الأفراد. تُوضع هذه الحاويات في الأماكن العامة لصالح جمعيات خيرية أو شركات متخصصة. هدفها هو جمع الملبوسات بشرط أن تكون في حالة صالحة لإعادة الاستخدام.

## الشكل واامواصفات

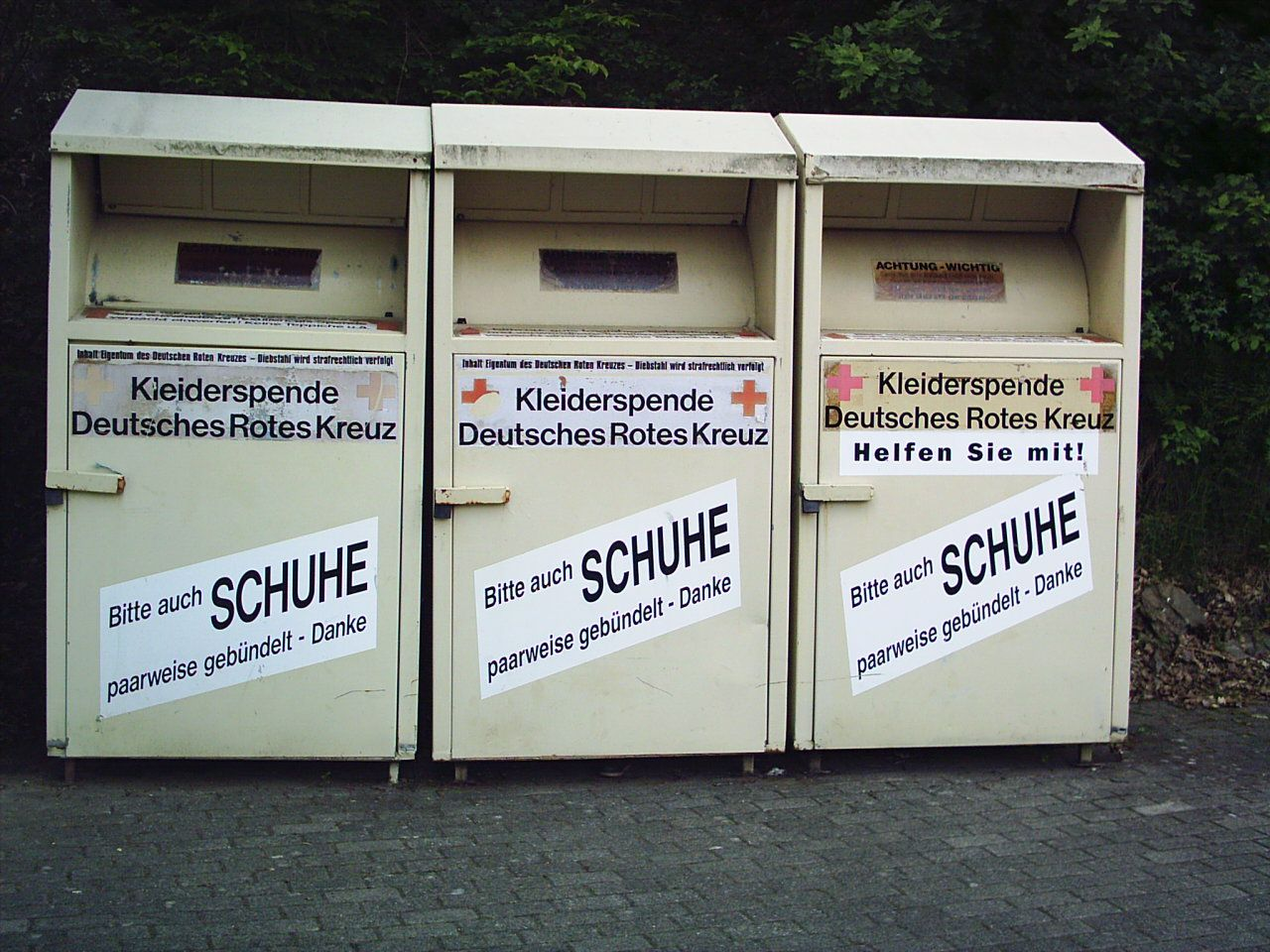
حاويات ملابس مهملة تابعة للصليب الأحمر الألماني

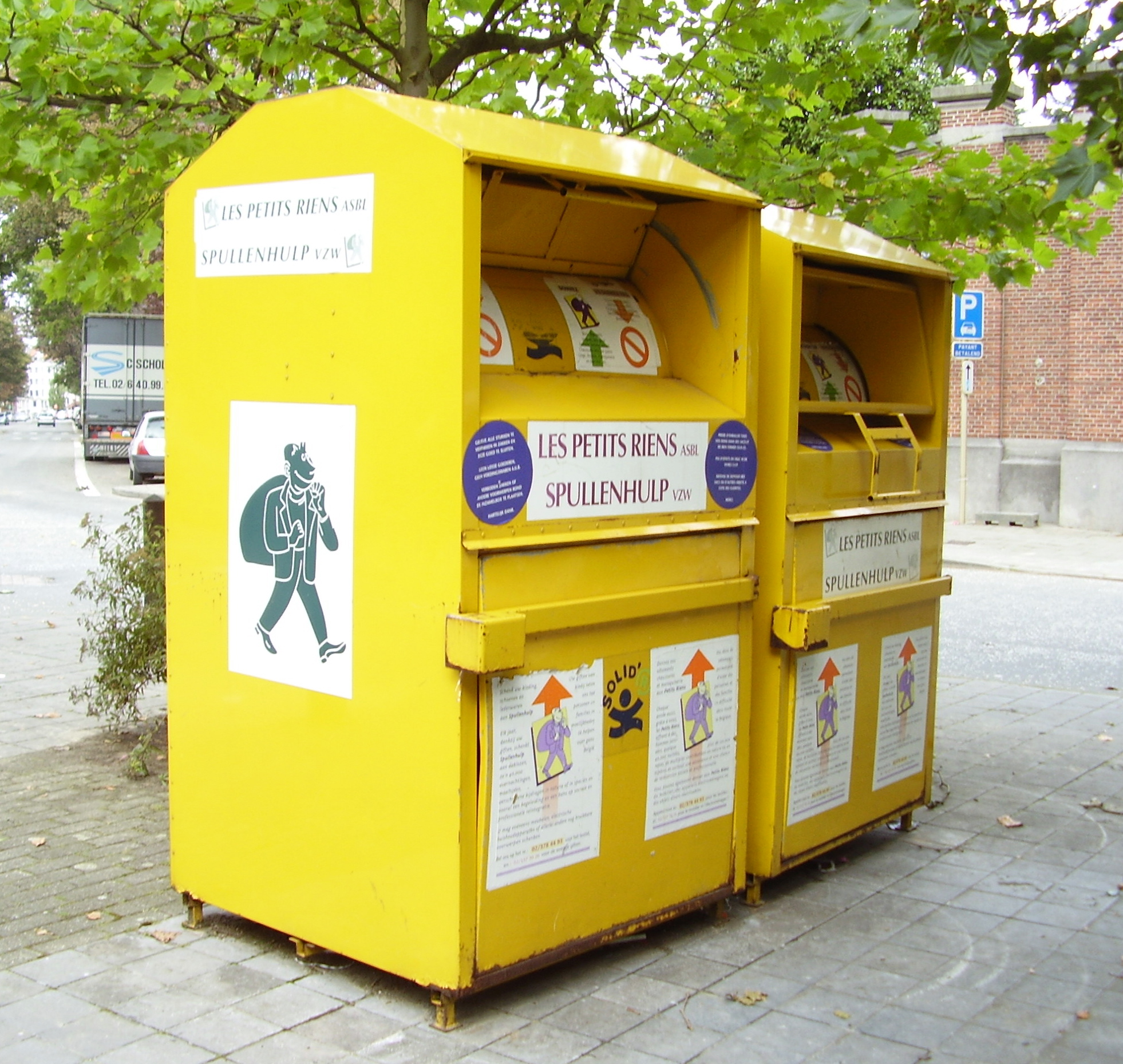
حاويات ملابس مهملة في بروكسل

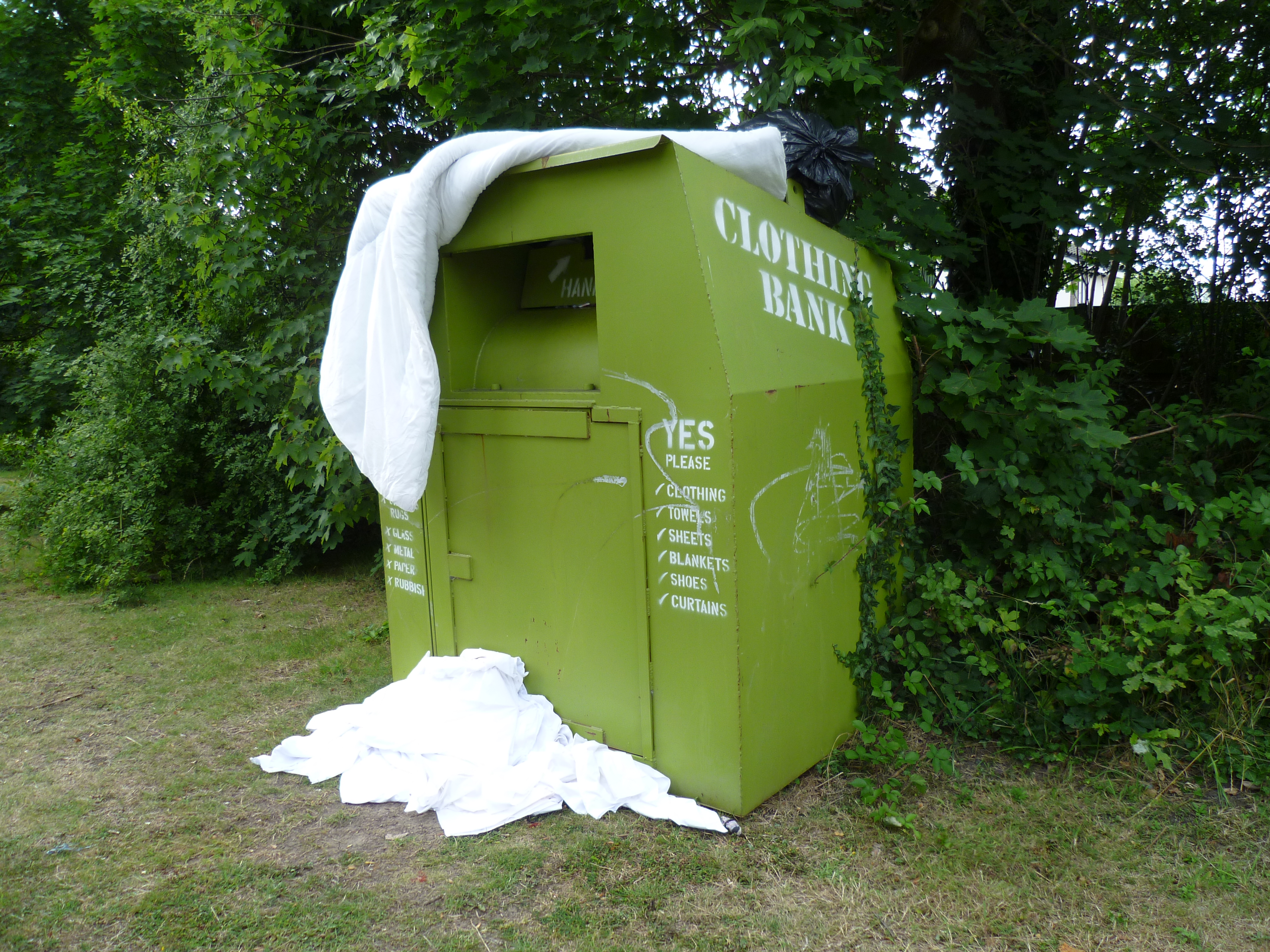
حاويات ملابس مهملة في إنجلترا

حاويات الملابس المهملة هي صناديق مصنوعة من الفولاذ مزودة بآلية إلقاء خاصة تُعرف باسم البوابة الدوارة أو الغطاء القلاب. تهدف هذه الآلية إلى تسهيل ملء الحاوية وتحقيق أقصى استغلال لمساحتها، وفي الوقت نفسه تمنع سرقة الملابس التي يتم التبرع بها للحاوية وتمنع دخول الحيوانات مثل الفئران، كما تقوم بتصعيب عمليات الاشتعال. بالإضافة إلى ذلك، من المهم أن تبقى المحتويات محمية من البلل أثناء المطر حتى لا يتلف أو يصبح غير صالح للاستعمال، ولهذا تُزوّد الحاويات بمظلة تمنع تسرب مياه الأمطار.